# Abolfazl Alaei
Abolfazl Alaei là một tiền vệ bóng đá người Iran hiện tại thi đấu cho câu lạc bộ Iran Esteghlal Khuzestan ở Persian Gulf Pro League.